# Mesoconius infestus
Mesoconius infestus är en tvåvingeart som beskrevs av Günther Enderlein 1922. Mesoconius infestus ingår i släktet Mesoconius och familjen skridflugor. Inga underarter finns listade i Catalogue of Life.